# Buick Excelle GT
Buick Excelle GT (кит. 别克英朗; пиньинь Biékè yīnglǎng) — компактный автомобиль марки Buick, подразделения General Motors, выпускаемый с 2009 года.

## Первое поколение (2009—2015)

### Excelle XT
Хетчбэк Excelle XT дебютировал в конце 2009 года на автосалоне в Гуанчжоу, а седан Excelle GT — в июне 2010 года. Buick Excelle XT являлся перелицовкой Opel Astra для китайского рынка с новой радиаторной решёткой и эмблемами Buick.
- Buick Excelle XT
- Вид спереди
- Вид сзади

### Excelle GT
Excelle GT выпускался с 2011 по 2016 год в Северной Америке под названием Buick Verano.
- Buick Excelle GT
- Вид спереди
- Вид сзади

## Второе поколение (2015 — настоящее время)
Buick Excelle GT второго поколения выпускается с марта 2015 года в комплектациях 15N и 18T. В конце 2017 года автомобиль прошёл рестайлинг.
- Buick Excelle GT
- Вид спереди
- Вид сзади
- Buick Excelle GT
- 2018 Buick Excelle GT
- 2018 Buick Excelle GT
- 2018 Buick Excelle GX
- 2018 Buick Excelle GX